# Уго де Кароліс (партизан)
Не плутати з генералом!
Уго де Кароліс (італ. Ugo De Carolis; 18 березня 1899, Кайвано — 24 березня 1944, Рим) — італійський офіцер, майор карабінерів. Боєць Опору.

## Біографія
Народився у багатодітній родині маркіза Федеріко де Кароліса і його дружини Беатріче Фоссатаро, був шостим із семи дітей (6 синів і дочка). Двоє старших братів Уго, Енріко і Паоло, загинули в боях Першої світової війни. З 1917 року брав участь у Першій світовій війні, лейтенант. В 1921 року приєднався до карабінерів. Учасник другої італо-ефіопської війни. З травня 1942 року служив в окупаційних військах у Франції. 8 вересня 1943 року переведений в Турин. 
Брав участь в арешті Беніто Муссоліні. Після проголошення Італійської соціальної республіки вирушив у Рим і брав активну участь в партизанській боротьбі з німецькими військами. За голову Кароліса була призначена нагорода — 50 000 лір. 
23 січня 1944 року був заарештований співробітниками гестапо. Командир поліції безпеки і СД в Римі, штандартенфюрер СС Герберт Капплер, піддав Кароліса тортурам разом із двома іншими учасниками арешту Муссоліні, полковником Джованні Фріньяні і капітаном Рафаелем Аверса. 24 березня Кароліс був розстріляний у Адреатинських печерах разом із 334 іншими в'язнями.

## Нагороди
- Медаль «За військову доблесть» (Італія)
  - Срібна (31 травня 1923)
  - Бронзова (2 грудня 1937)
  - Золота (24 березня 1944; посмертно)